# Jean-Philippe Ruggia
Jean-Philippe Ruggia (Toulon, 1 de octubre de 1965 ) es un piloto de motociclismo de velocidad francés, que compitió regularmente en el Campeonato Mundial de Motociclismo desde 1987 hasta 1998. Su mejor temporada fue 1995 cuando finalizó quinto en la clasificación general de 250cc. Ganó dos Grandes Premios en la temporada de 1993 sobre una Aprilia y acabó la temporada sexto. Fue subcampeón europeo de 250cc en 1986.
También es el primer piloto conocido en utilizar el estilo de conducción con el codo hacia abajo, años antes de que Marc Márquez popularizara este estilo de conducción en las carreras del Mundial.

## Resultados en el Campeonato del Mundo
Sistema de puntuación desde 1969 hasta 1987:
| Posición | 1.º | 2.º | 3.º | 4.º | 5.º | 6.º | 7.º | 8.º | 9.º | 10.º |
| Puntos   | 15  | 12  | 10  | 8   | 6   | 5   | 4   | 3   | 2   | 1    |

Sistema de puntuación desde 1988 hasta 1991:
| Posición | 1.º | 2.º | 3.º | 4.º | 5.º | 6.º | 7.º | 8.º | 9.º | 10.º | 11.º | 12.º | 13.º | 14.º | 15.º |
| Puntos   | 20  | 17  | 15  | 13  | 11  | 10  | 9   | 8   | 7   | 6    | 5    | 4    | 3    | 2    | 1    |

Sistema de puntuación en 1992:
| Posición | 1.º | 2.º | 3.º | 4.º | 5.º | 6.º | 7.º | 8.º | 9.º | 10.º |
| Puntos   | 20  | 15  | 12  | 10  | 8   | 6   | 4   | 3   | 2   | 1    |

Sistema de puntuación de 1993 hasta 2022:
| Posición | 1.º | 2.º | 3.º | 4.º | 5.º | 6.º | 7.º | 8.º | 9.º | 10.º | 11.º | 12.º | 13.º | 14.º | 15.º |
| Puntos   | 25  | 20  | 16  | 13  | 11  | 10  | 9   | 8   | 7   | 6    | 5    | 4    | 3    | 2    | 1    |

### Carreras por año
| Año  | Cat.  | Moto                 | 1       | 2      | 3       | 4       | 5       | 6       | 7       | 8       | 9       | 10      | 11      | 12      | 13      | 14      | 15      | Pts. | Pos. |
| ---- | ----- | -------------------- | ------- | ------ | ------- | ------- | ------- | ------- | ------- | ------- | ------- | ------- | ------- | ------- | ------- | ------- | ------- | ---- | ---- |
| 1987 | 250cc | Sonauto-Yamaha       | JPN Ret | ESP 7  | GER 24  | NAT 17  | AUT 22  | YUG 11  | NED 26  | FRA 8   | GBR 14  | SWE Ret | CZE Ret | RSM 21  | POR 13  | BRA 19  | ARG Ret | 7    | 17.º |
| 1988 | 250cc | Sonauto-Yamaha       | JPN 7   | USA 13 | ESP 3   | EXP 5   | NAT 9   | GER 13  | AUT 13  | NED 11  | BEL 9   | YUG Ret | FRA 7   | GBR 6   | SWE 7   | CZE 11  | BRA 8   | 104  | 7.º  |
| 1989 | 250cc | Sonauto-Yamaha       | JPN 5   | AUS 2  | USA 7   | ESP 3   | NAT 2   | GER 7   | AUT 8   | YUG 4   | NED NC  | BEL Ret | FRA 5   | GBR DNS | SWE -   | CZE DNS | BRA -   | 110  | 7.º  |
| 1990 | 500cc | Sonauto-Yamaha       | JPN 8   | USA 5  | ESP 10  | NAT Ret | GER 6   | AUT 8   | YUG 5   | NED 11  | BEL 2   | FRA Ret | GBR 9   | SWE 7   | CZE 8   | HUN 6   | AUS Ret | 110  | 8.º  |
| 1991 | 500cc | Sonauto-Yamaha       | JPN Ret | AUS 7  | USA 4   | ESP 5   | ITA 5   | GER DNS | AUT -   | EUR 7   | NED 8   | FRA 5   | GBR Ret | RSM 10  | CZE DNS | VDM Ret | MAL Ret | 78   | 10.º |
| 1992 | 250cc | Gilera               | JPN Ret | AUS 9  | MAL Ret | ESP Ret | ITA Ret | EUR 10  | GER Ret | NED Ret | HUN Ret | FRA Ret | GBR Ret | BRA 12  | RSA 9   |         |         | 6    | 17.º |
| 1993 | 250cc | Aprilia              | AUS 9   | MAL 19 | JPN 5   | ESP 3   | AUT NC  | GER 8   | NED 4   | EUR 5   | RSM 4   | GBR 1   | CZE Ret | ITA 1   | USA Ret | FIM NC  |         | 129  | 6th  |
| 1994 | 250cc | Chesterfield-Aprilia | AUS 4   | MAL 4  | JPN 7   | ESP 1   | AUT 6   | GER 8   | NED NC  | ITA 4   | FRA 7   | GBR 6   | CZE 3   | USA Ret | ARG 4   | EUR 6   |         | 149  | 6.º  |
| 1995 | 250cc | Elf Tech 3-Honda     | AUS Ret | MAL 5  | JPN 5   | ESP 7   | GER 5   | ITA 9   | NED 4   | FRA 8   | GBR 5   | CZE 6   | BRA 6   | ARG 5   | EUR 13  |         |         | 115  | 5.º  |
| 1996 | 250cc | Honda                | MAL 5   | INA 10 | JPN 10  | ESP 8   | ITA 7   | FRA Ret | NED NC  | GER 7   | GBR Ret | AUT 5   | CZE 6   | IMO Ret | CAT Ret | BRA 5   | AUS 6   | 91   | 9.º  |
| 1998 | 500cc | MuZ-Weber            | JPN -   | MAL -  | ESP -   | ITA -   | FRA -   | MAD -   | NED Ret | GBR -   | GER -   | CZE -   | IMO -   | CAT -   | AUS -   | ARG -   |         | 0    | -    |

| Color     | Resultado                                                               |
| --------- | ----------------------------------------------------------------------- |
| Oro       | Ganador                                                                 |
| Plata     | 2.ª plaza                                                               |
| Bronce    | 3.ª plaza                                                               |
| Verde     | Finalizó en los puntos                                                  |
| Azul      | Finalizó sin puntos                                                     |
| Azul      | NC - No clasificado                                                     |
| Violeta   | Ret - No terminó (Carrera)                                              |
| Rojo      | DNQ - No se clasificó                                                   |
| Negro     | DSQ - Descalificado                                                     |
| Blanco    | DNS - No empezó (carrera)                                               |
| Blanco    | WD - Retirado (fin de semana)                                           |
| Blanco    | C - Carrera cancelada                                                   |
| Sin color | DNP - Inscrito pero no participó                                        |
| Sin color | INJ - Lesionado                                                         |
| Sin color | EX - Excluido                                                           |
| Estado    | Resultado                                                               |
| Negrita   | Pole position                                                           |
| Cursiva   | Vuelta rápida                                                           |
| †         | Abandona, pero clasifica al completar el porcentaje requerido para ello |